# Luca di Paolo da Matelica

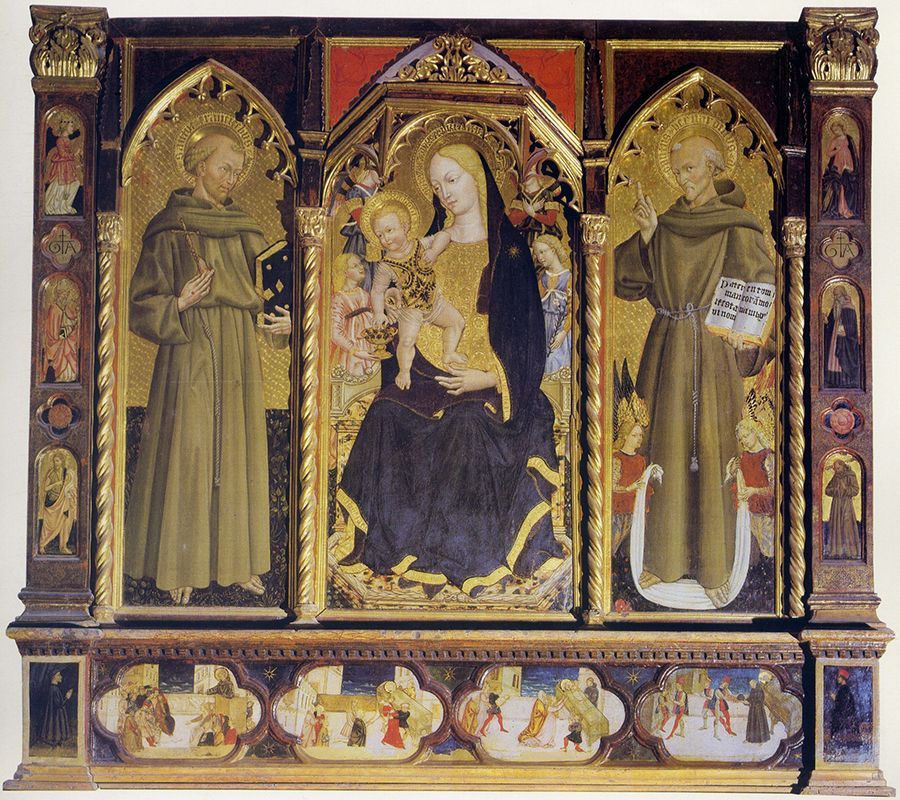
Madonna col Bambino, san Francesco e san Bernardino in gloria; nella predella storie di san Bernardino, 1470, Chiesa di S. Francesco, Matelica

Luca di Paolo di Niccolo' da Matelica (Rocca Contrada, tra il 1435 e il 1441 – Matelica, prima del 15 gennaio 1491) è stato un pittore italiano nelle Marche e in Umbria, oggi riconosciuto come uno dei principali interpreti del primo Rinascimento marchigiano. 

## Biografia
I pochi dettagli noti della sua vita sono stati raccolti solo a partire dal 2001 grazie agli studi di Alberto Bufali e Sabina Biocco. 

### Origini familiari e formazione
Luca di Paolo nacque a Rocca Contrada tra il 1435 e il 1441. La sua famiglia aveva origini arceviesi: il nonno paterno Niccolò di Paluccio da Rocca Contrada fu podestà di Macerata (1406) e ambasciatore a San Severino (1426). Nel 1455, dopo la morte dei genitori, Luca — insieme ai fratelli Giovanni e Benedetto — fu affidato allo zio Sabatino d’Antonio, speziale, che assunse il ruolo di curatore legale. L’età dei fratelli all’epoca ha permesso di dedurre la sua data di nascita.
Non si hanno notizie certe sulla sua formazione artistica. I primi indizi documentari risalgono agli anni Settanta del Quattrocento, quando risulta attivo come pittore e anche come fiduciario per conto della famiglia Ottoni, signori di Matelica.

### Attività documentata

#### Anni Sessanta: il Polittico ex-Pugin
Nel 1462 realizzò una pala d'altare destinata a una chiesa non identificata, di cui rimangono diversi pannelli, tra cui una Madonna col Bambino, coppie di santi. L’opera era un polittico, un tempo appartenuto all’architetto inglese Augustus Welby Pugin di Derby. I frammenti vennero dispersi nel corso dell’Ottocento.
L’incontro con Niccolò di Liberatore (1468 a San Severino) e il lungo rapporto con Lorenzo d’Alessandro lo avvicinarono alle novità umbro-marchigiane.

#### Anni Settanta: committenze locali e incarichi politici
Nel 1470 firmò un trittico per la cappella di San Bernardino nella chiesa di San Francesco a Matelica, commissionato da Filippo e Francesco di Giacomo Attucci. 
Dal 1471 al 1475 è documentato come agente e procuratore per la famiglia Ottoni,  per cui agì come procuratore e agente fiduciario in diverse occasioni, come un viaggio d'affari a Firenze nel 1471 dove venne inviato da Antonio Ottoni o la vendita di una bottega a Fabriano. Nel 1475, agendo come procuratore degli Ottoni, vendette un immobile a Fabriano a un altro pittore marchigiano, Antonio d'Agostino da Fabriano. 
Agì anche come intermediario per altri pittori, come Lorenzo d’Alessandro da Sanseverino, con cui ricevette un prestito nel 1474.
Nel 1474 è documentata una sua opera ad Arcevia, una “cona” (pala d’altare) commissionata dalla confraternita di Santa Maria Maggiore, probabilmente identificabile con una Madonna del Soccorso riemersa sotto ridipinture nel Museo di San Medardo.

#### Anni Ottanta: la pala della Santa Croce
Nella sua ultima fase accentua la polimatericità: le superfici sono ricchissime di incisioni su metallo e pastiglie a rilievo, e l’uso di oro/argento diventa spettacolare.
Tra il 1480 e il 1488 dipinse la sua opera più celebre: la grande Crocifissione con le Storie della Vera Croce, nota come "cona de Santa Croce", per l’altare della Confraternita della Santa Croce di Matelica, oggi al Museo Piersanti. I pagamenti per quest'opera, annotati nel libro dei conti della della confraternita (oggi conservati negli archivi di Matelica), vanno dal 1481 al 1488.I pagamenti documentati ammontano a circa 30 fiorini. L’opera fu determinante per la corretta attribuzione del corpus pittorico di Luca e la sua distinzione da quello erroneamente riferito al cosiddetto Francesco di Gentile da Fabriano.
Nel 1481, Luca fu anche testimone e incaricato esecutore testamentario per lo zio Sabatino, che gli commissionò un affresco perduto della Trinità con Madonna e San Sebastiano.
Nel 1488, firmò l’ultima opera datata a noi pervenuta: la Madonna in gloria tra san Girolamo e san Francesco, oggi al Musée du Petit Palais di Avignone. L’opera è legata probabilmente alle nozze tra Selvaggia Ottoni e Bonfrancesco Bongiovanni.

#### Ultimi anni e morte
Negli ultimi anni della sua vita, ricevette l’incarico per una pala destinata alla chiesa di San Giovanni ad Arcevia, commissionata dalla Confraternita del Crocifisso. L’opera fu completata solo dopo la sua morte da Luca Signorelli.
Fece testamento il 6 marzo 1490, mentre era malato, lasciando disposizioni dettagliate su lasciti religiosi, una Madonna in rilievo da destinare all'altare di San Pietro alla pieve di Matelica (mai identificata), e una statua processionale di San Sebastiano. Lasciò numerosi beni e denaro a varie istituzioni religiose, tra cui la chiesa di Santa Maria Maddalena e la chiesa di San Francesco, e destinò dieci fiorini al figlio Selvaggio. Nominò eredi la moglie Clara d’Antonio di Vico (anch’ella di origini arceviesi) e i figli Giovanni Antonio, Teseo, Nicodemo e Lattanzio. Morì tra il dicembre 1490 e il 15 gennaio 1491, presumibilmente non ancora cinquantacinquenne.
Lasciò incompiuta una grande tavola d'altare per la chiesa di San Giovanni ad Arcevia, che fu poi completata da Luca Signorelli nel 1508. Fu sepolto nella pieve di Matelica..
Potrebbe aver avuto contatti con Carlo Crivelli o Niccolò di Liberatore.

## Opere principali

### Opere
- Natività di Gesù, 1462, collezione privata, Torre San Patrizio.
- Crocifissione, 1462, collezione privata, Londra.
- Resurrezione di Cristo, 1462, ubicazione ignota.
- Donatore, 1462, ubicazione ignota.
- San Sebastiano e disciplinati (recto), Pietà e disciplinati (verso), 1470-1475 circa, Galleria Nazionale dell'Umbria, Perugia.
- Annunciazione e l'Eterno (recto), Madonna adorante il Bambino e Cristo in pietà (verso), 1470-1475 circa, Galleria Nazionale dell'Umbria, Perugia.
- San Nicola da Tolentino, 1460 - 1499, Musée du Petit Palais, Avignone.
- Annunciazione della Vergine e l'Eterno (recto), San Sebastiano tra i santi Domenico e Antonio Abate e san Giovanni Battista (verso), 1485-1490 circa, Pinacoteca di Brera, Milano.
- Madonna con Bambino in trono e angeli, San Francesco d'Assisi, San Bernardino da Siena, Predica di san Bernardino da Siena, Miracoli di san Bernardino da Siena, 1470, Chiesa di S. Francesco, Matelica.
- Stendardo della Madonna del Soccorso, 1474, Arcevia, Museo di San Medardo (attribuito).
- San Giovanni Battista, 1475 circa, Museo Nazionale del Palazzo di Venezia, Roma.
- Crocifissione di Cristo, Natività di Gesù, Sant'Adriano, Adorazione dei Re Magi, Martirio di san Bartolomeo, (dipinta assieme a Lorenzo d'Alessandro), trittico, 1475 circa, Museo Piersanti, Matelica.
- Due angeli in preghiera, 1475-1480 circa, inv. 2530 Galleria Nazionale d'Arte Antica di Palazzo Barberini, Roma .
- Crocifissione, otto Storie dell'invenzione della Croce e due gruppi di flagellanti, 1481-1488, Museo Piersanti, Matelica.
- Madonna col Bambino incoronata da angeli tra sant'Agostino e santa Caterina d'Alessandria, 1465-1470 circa, Fondazione Ivan Bruschi - Banca Etruria, Arezzo.L'opera fu attribuita da Federico Zeri nel 1966 a Francesco di Gentile da Fabriano.
- Vergine annunziata, 1465-1470 circa, collezione privata.
- Madonna col Bambino in gloria tra san Girolamo e san Francesco, 1488, Musée du Petit Palais, Avignone.
- Contributi per il trittico di San Giovanni ad Arcevia, completato postumo da Luca Signorelli.